# Sander Burger

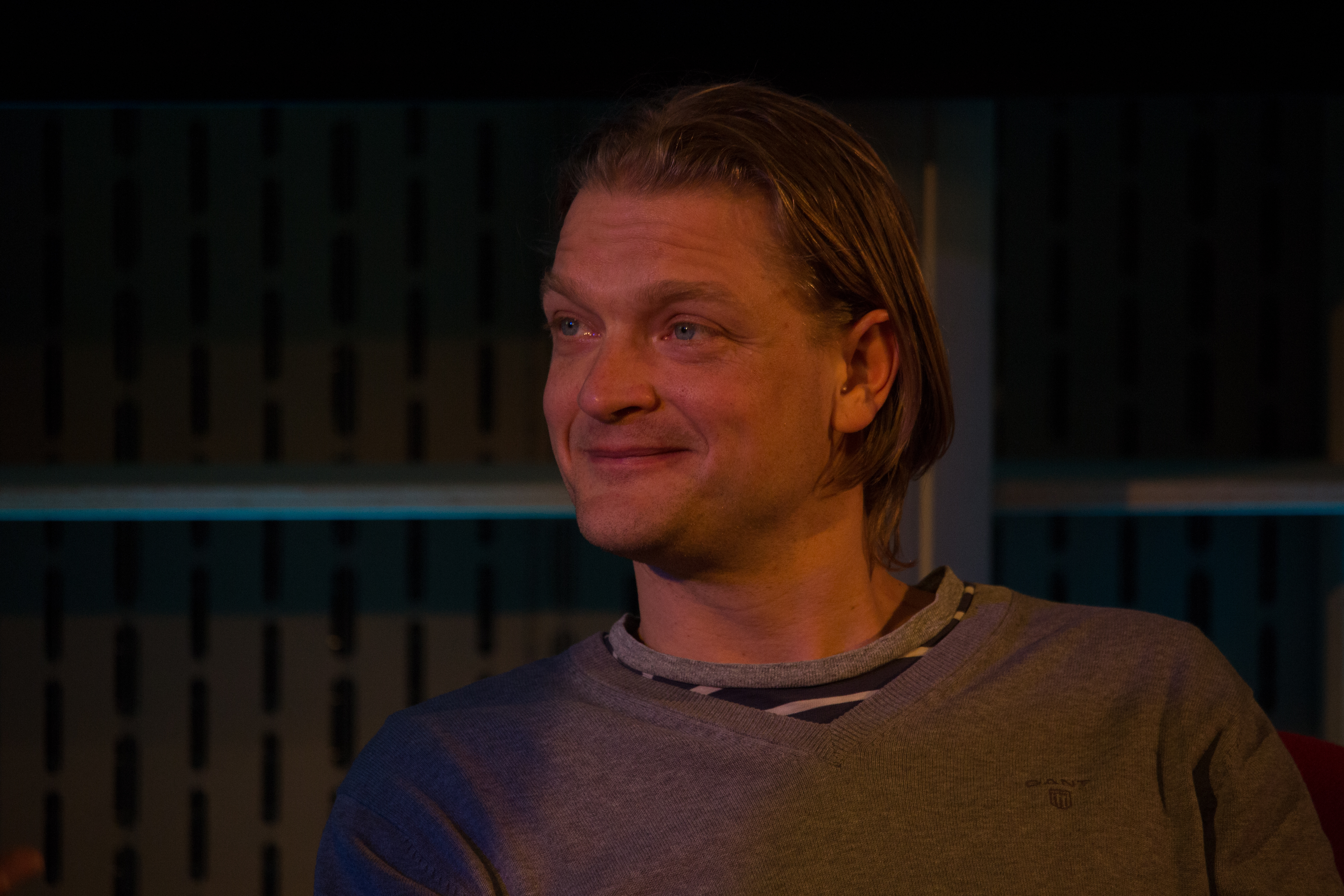
Sander Burger op het Internationaal Film Festival Rotterdam, 2015

Sander Burger (Ivoorkust, 1975) is een Nederlandse regisseur en documentairemaker. In 2001 studeerde hij af als producent aan de Nederlandse Film en Televisie Academie. Zijn korte film Koen! won in 2004 de NPS Kort!-prijs.
In 2006 regisseerde hij zijn eerste speelfilm: Olivier etc. Zijn film Hunting & Zn. werd in 2010 genomineerd voor twee Gouden Kalveren. In 2015 ging zijn documentaire Ik ben Alice in première op het Internationaal Film Festival Rotterdam. Deze behaalde uiteindelijk de vijfde plaats in de IFFR Publieksprijs. De veroordeling (2021) werd genomineerd voor elf Gouden Kalveren en won er uiteindelijk vier: Beste film, Beste scenario, Beste hoofdrol, Beste bijrol.

## Filmografie
- Ons Waterloo (2003, documentaire)
- Piska Fresku (2003, korte film)
- Koen! (2004, korte film)
- Olivier etc. (speelfilm, 2006)
- Panman, Rhythm of the Palms (speelfilm, 2007)
- Roes (2008, tv-serie)
- Hunting & Zn. (speelfilm, 2010)
- Boijmans TV (2010, tv-serie)
- Wil (2012, NTR Kort!)
- Een tweede kans (2013, tv)
- Geraakt (2014, tv)
- Ik ben Alice (2015, documentaire)
- Mijn Zoon is Jihadist (2016, tv)
- Sta op en Loop (2016, documentaire)
- Off Track (2017, Telefilm)
- Scenario's voor een Normaal Leven (2017, documentaire)
- Ga niet naar Zee (NTR Kort!)
- De Droevige Kampioen (2021, 3-delige documentaireserie)
- De veroordeling (speelfilm, 2021)
- Totem (speelfilm, 2022)